# 프리시젼바이오
프리시젼바이오(Precision Biosensor Inc.)는 대한민국의 체외진단 기업이다. 본사는 대전 유성구 테크노2로 306에 위치해 있으며 대표이사는 김한신이다.

## 상장
2020년 12월 22일에 주관사를 한국투자증권으로 공모가 12,500원에 코스닥 시장에 상장하였다.

## 같이 보기
- 바디텍메드
- 아이센스
- 진매트릭스

## 참고문헌
1. ↑  프리시젼바이오, 사람용 임상화학 제품 싱가포르 보건과학청 등록, 팜뉴스, 2023.11.07
2. ↑  프리시젼바이오, 반기 기준 최대 매출액 125억원 달성, 헬로우디디, 2023.08.16
3. ↑  프리시젼바이오, 상반기 매출 125억...신사업 매출 견인, 히트뉴스, 2023.08.16